# Kanibalizacja słów kluczowych
Kanibalizacja słów kluczowych – zjawisko, w którym więcej niż jedna podstrona serwisu została zoptymalizowana na identyczne słowo kluczowe. Jest to błąd optymalizacji strony internetowej, powodujący problemy z uzyskaniem stabilnej pozycji w wyszukiwarce na konkretne słowo kluczowe. Do kanibalizacji słów kluczowych najczęściej dochodzi w sposób nieświadomy. Po wystąpieniu zjawiska kanibalizacji konieczne jest poprawienie optymalizacji podstron.
Problem kanibalizacji słów kluczowych występuje zwykle na stronach internetowych opartych na CMS lub stronach niemających dodatkowego oprogramowania wspierającego działania SEO, które ostrzega przed błędną optymalizacją.